# Shaar HaGilgulim
Sha'ar ha Gilgulim ("Porta delle Reincarnazioni", in ebraico שער הגלגולים‎?) è un'opera cabalistica sul  Gilgul, il concetto della Torah riguardo alla reincarnazione, prodotta dal rabbino Hayim Vital che trascrisse gli insegnamenti del suo maestro Isaac Luria nel XVI secolo.

## Autori
Basato primariamente sullo Zohar (in ebraico זהר‎?, "Splendore"), sezione Mishpatim (in ebraico מִּשְׁפָּטִים‎? "leggi"), dove vengono discusse le reincarnazioni gilgulim, riprende gli insegnamenti del rinomato cabalista Rabbi Isaac Luria (1534-1572), noto anche col titolo "Arizal". Il libro fu composto dal maggiore discepolo dell'Arizal, il rabbino Hayim (o Chaim) Vital e modificato da suo figlio Rabbi Shmuel Vital, come sezione o "porta" del testo principale Etz Hayim, (in ebraico עץ חיים‎?, "Albero [della] Vita").

## Contenuti
Oltre a descrivere i principi della rettificazione personale o Tikkun e della reincarnazione, quest'opera spiega le radici spirituali di molti grandi studiosi della Torah. Fornisce inoltre informazioni sul futuro in termini di predizioni sulla storia ebraica ed in particolare si concentra sull'escatologia (degli "Ultimi Giorni").

## Testi e traduzioni
- Chaim Vital, Shaar Ha-Gilgulim. La Porta delle Reincarnazioni, Providence College, 2006